# Красногорський район (Брянська область)
Красногорський муніципальний район — адміністративна одиниця на заході Брянської області Росії.
Адміністративний центр — селище міського типу Красна Гора.

## Історія
Територія району входила до складу Стародубського полку Гетьманщини, а з 1781 — до Чернігівської губернії. 1925 - анексовано на користь Російської Федерації.
5 липня 1944 року Указом  Президії Верховної Ради СРСР була утворена Брянська область, до складу якої, поряд з іншими, був включений і Красногорський район. В 1963 році район був скасований, в 1965 році - відновлений.

## Демографія
Населення району становить 16,1 тис. чоловік. Усього налічується 53 населених пункти.